# إيفاريستو كورونادو
إيفاريستو كورونادو (بالإسبانية: Evaristo Coronado)‏ هو مدرب كرة قدم ولاعب كرة قدم كوستاريكي في مركز الهجوم، ولد في 13 سبتمبر 1960 في Palmar District ‏ في كوستاريكا. شارك مع منتخب كوستاريكا لكرة القدم. أما مع النوادي، فقد لعب مع ديبورتيفو سابريسا.

## وصلات خارجية
- الموقع الرسمي
- إيفاريستو كورونادو على موقع الاتحاد الدولي (مؤرشف)  (الإنجليزية)
- إيفاريستو كورونادو على موقع قاعدة بيانات كرة القدم.إي يو (الإنجليزية)
- إيفاريستو كورونادو على موقع ناشيونال فوتبول تيمز (الإنجليزية)
- إيفاريستو كورونادو على موقع أوليمبيديا (الإنجليزية)